# Klub Sportowy Warszawianka (pallamano)
Il KS Warszawianka è la sezione di pallamano maschile del Klub Sportowy Warszawianka, polisportiva polacca con sede a Varsavia.